# Ćipikopalatset
Ćipikopalatset (kroatiska: Palača Ćipiko) är ett kulturminnesskyddat palats i Trogir i Kroatien. Palatset tillkom troligtvis år 1474 genom sammanbyggning av äldre byggnader. Det har sedan dess om- och tillbyggts flera gånger. 
Ćipikopalatset kallas ibland Stora Ćipikopalatset (Velika palača Ćipiko) för att särskilja det från en annan byggnad kallad Lilla Ćipikopalatset (Mala palača Ćipiko). Båda dessa byggnader är uppkallade efter och har varit i den lokala adliga Cipikoättens ägo. 
Ćipikopalatset ligger mittemot Sankt Laurentius katedral och loggian i den av Unesco världsarvslistade historiska stadskärnan och är en av stadens sevärdheter. 

## Arkitektur
Ćipikopalatset består av två byggnader i romansk stil som sammanförts i en struktur. Palatset har två våningar och vind och dess fasad är tillverkad av huggna och därefter formade stenblock.
Flera samtida mästare har anlitats för byggnadens utformning. Palatsets huvudfasad i öster har en portal i renässansstil utformad av Giovanni Dalmata (Ivan Duknović). Den södra fasaden är ett verk av Niccolò di Giovanni Fiorentino (Nikola Ferentinac).